# سان لورنتزو ین کامپو
سان لورنتزو ین کامپو (به ایتالیایی: San Lorenzo in Campo) یک کومونه در ایتالیا است که در استان پزارو و اوربینو واقع شده‌است. سان لورنتزو ین کامپو ۲۸٫۷ کیلومتر مربع مساحت و ۳٬۵۵۴ نفر جمعیت دارد.